# Hangal járás
Hangal járás (mongol nyelven: Хангал сум) Mongólia Bulgan tartományának egyik járása. Területe 1600 km². Népessége kb. 4500 fő.
Székhelye Szurt (Сурт), mely 125 km-re északkeletre fekszik Bulgan tartományi székhelytől.